# Ernst Casparsson
Ernst Gustaf Casparsson, född 15 november 1886 i Krokek, död 7 september 1973 i Kolmården, var en svensk ryttare.
Efter studentexamen i Norrköping blev han 1908 officer vid Smålands husarregemente i Eksjö.
Casparsson blev olympisk guldmedaljör i Stockholm 1912. Han var bror till konstnären Elsa Schmidt.
Ernst Casparsson var gift med Malin Sandlund (1900–1992). Makarna är begravda på Krokeks kyrkogård.